# Долото
Долото́ — плотничий или столярный инструмент, предназначенный для выдалбливания отверстий, гнёзд, пазов и тому подобное. 
Обычно имеет вид насаженного на рукоятку продолговатого металлического бруса с заточенным рабочим концом. Снабжено рукояткой, обычно изготовленной из древесины твердых пород дерева. С торцевой стороны на рукоятку обязательно насаживается металлическое кольцо, для предотвращения раскалывания рукоятки от ударов молотка или киянки. При работе долото обычно держат одной рукой, прикладывая режущим концом к обрабатываемой детали и другой рукой нанося удары молотком или киянкой по рукоятке.
Долото отличается от стамески способом применения: при работе долотом производятся удары по рукоятке, а по стамеске удары обычно не наносят. Другое отличие долота от стамески — более толстый металлический стержень. Непрофессионалы часто используют стамески вместо долота.

## Виды и типы
Долота бывают разной ширины лёза, в зависимости от размера гнёзд, которые плотнику приходится долбить:
- Шиповое долото — заделано в одну фаску, плоскость которой тянется до половины долота, его верхняя часть имеет форму трубки, в которую вставляется деревянная рукоятка с железным кольцом на верхнем конце;
- Плоское долото или Скарпе́ль[4], служит для очищения гнёзд с боков и имеет вид грубой столярной стамески. Лезвие его затачивается или с одной стороны, подобно столярной стамеске, или же с двух;
- Полукруглое долото, применяется для делания круглых дыр, его фаска затачивается снаружи, как у полукруглой столярной стамески[2].

По применению долота бывают плотничьи и столярные. Плотничьи долота выпускают шириной 16 мм, 20 мм и 25 мм, а столярные – от 6 мм до 20 мм.

### Буровое долото
Также существуют буровое долото́, например, шарошечное долото или лопастное долото, — инструмент для бурения нефтяных, газовых, водяных, геологоразведочных и других скважин. Лопастные долота применяются для разбуривания твёрдых пород (например, гранитов) и обычно оснащаются вмонтированными крупными кристаллами технических алмазов (англ. — PDC — polycrystalline diamond compact).
Буровое долото получило своё название из-за устаревшего теперь ударного способа бурения. Сейчас бурение пород выполняется посредством вращения долота с одновременной нагрузкой на него и подачей бурового раствора сквозь промывочные отверстия в долоте, который за счёт гидроимпульсного эффекта предварительно размывает горную породу, а также обеспечивает вынос измельчённой разбуренной породы из скважины, смазку и охлаждение долота. Разделяют 4 класса буровых долот по характеру воздействия на породу: дробящие шарошечные, дробяще-скалывающие шарошечные, истирающе-режущие алмазные, режуще-скалывающие лопастые.

### Хирургическое долото
Также долотом называют хирургический инструмент, предназначенный для долбления костей (трепанации) при хирургических операциях и вскрытии.